# 花蟾属
花蟾属（学名：Strauchbufo）是无尾目蟾蜍科的一属动物。

## 下属物种
本属包括以下物种：
- 花背蟾蜍 Strauchbufo raddei (Strauch, 1876)，也称芮氏蟾蜍，分布于中国，朝鲜，韩国，蒙古，俄罗斯等地。该物种已被列入中国国家林业局2000年8月1日发布的《国家保护的有益的或者有重要经济、科学研究价值的陆生野生动物名录》。